# Buzludzja
Buzludzja är en 1441 meter hög bergstopp i Bulgarien. Vid dess topp står ett monument över socialismen i Bulgarien, invigt 1981 till minne av Dimitar Blagoev som på slutet av 1800-talet samlade ett sällskap i området för att starta en socialistisk rörelse. Då dagens bulgariska regering inte underhåller monumentet förfaller det.

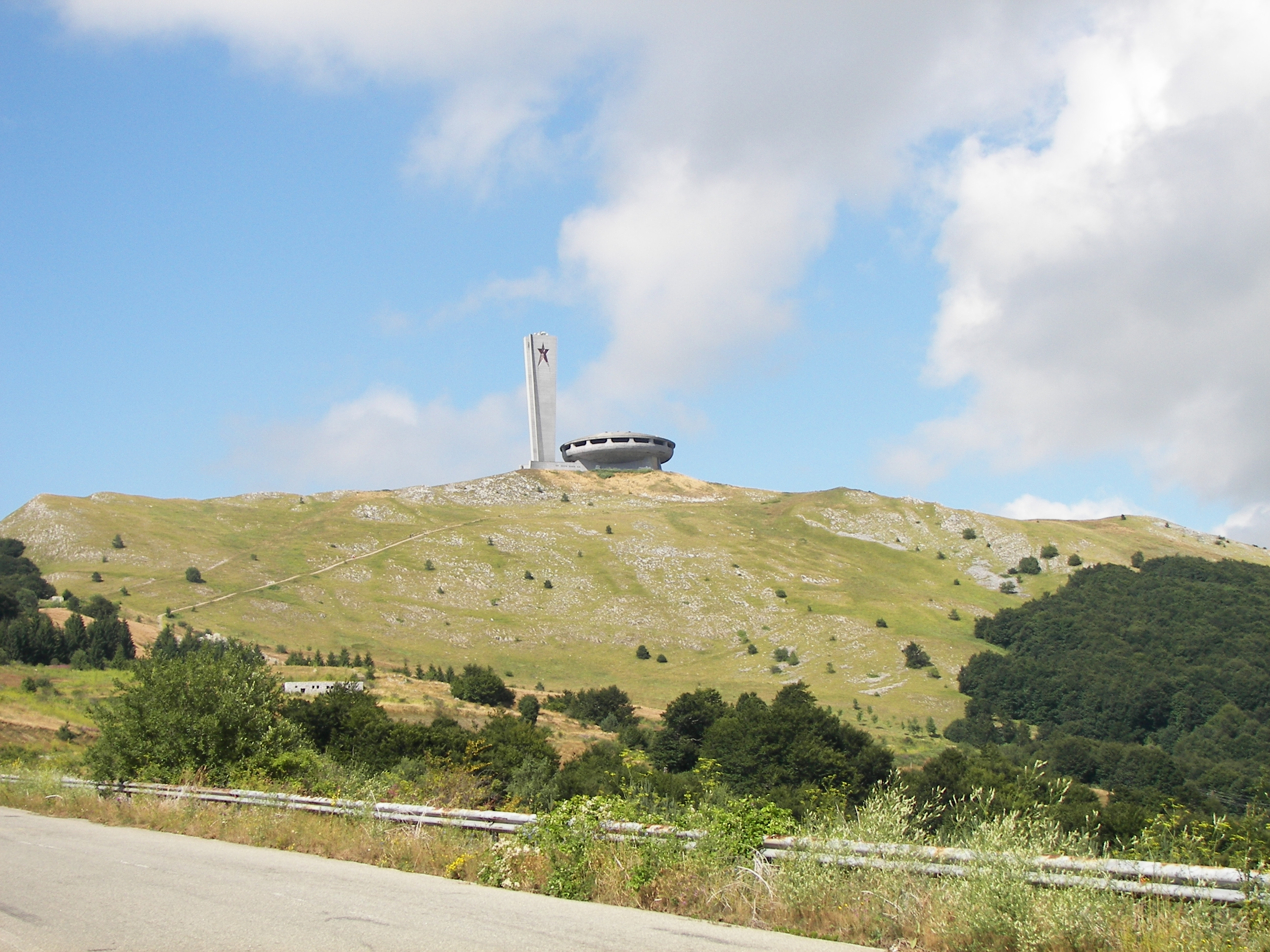
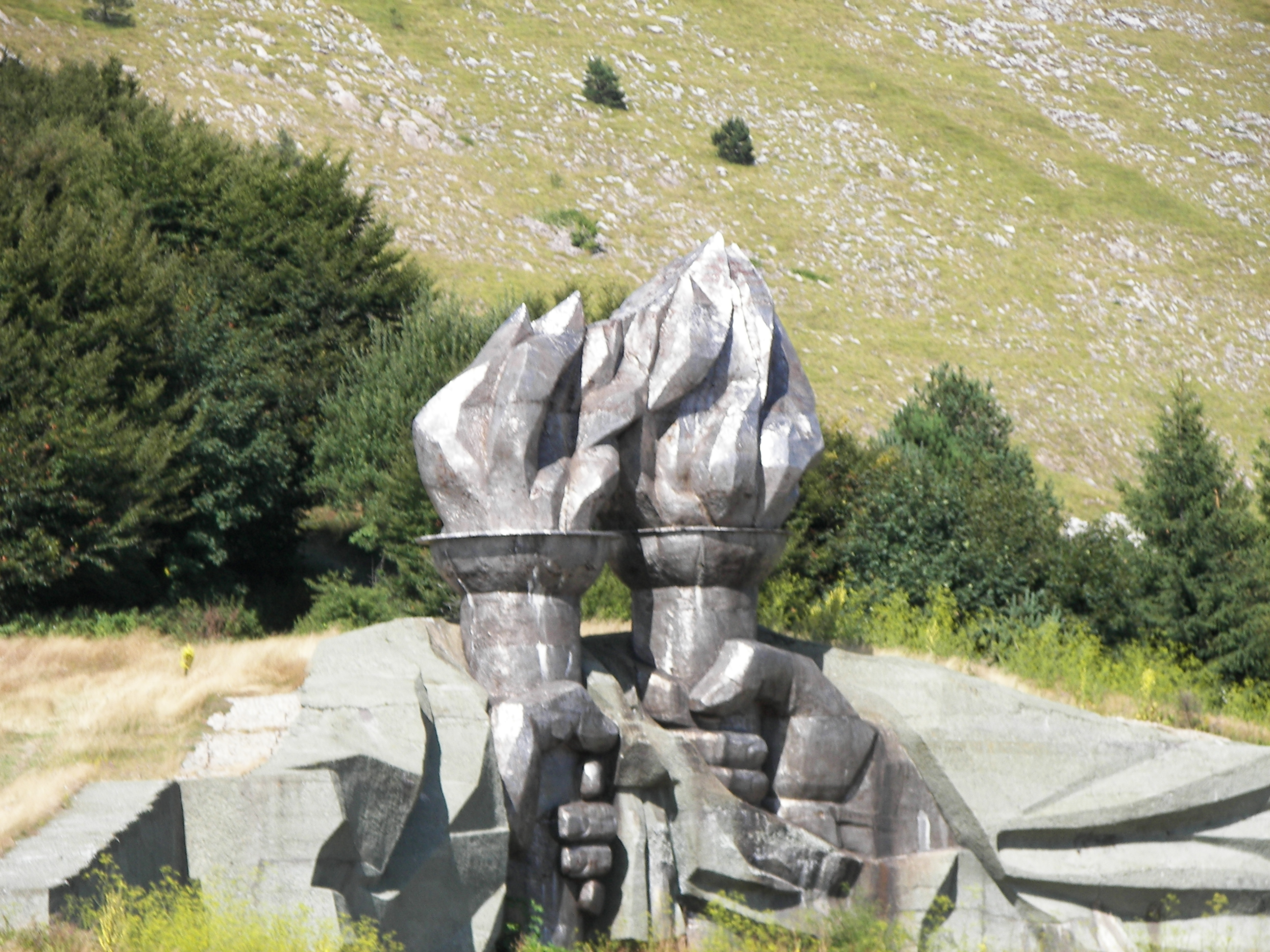